# Wapiti Pass
Wapiti Pass är ett bergspass i Kanada.   Det ligger i provinsen British Columbia, i den centrala delen av landet, 3 300 km väster om huvudstaden Ottawa. Wapiti Pass ligger 1 212 meter över havet.
Terrängen runt Wapiti Pass är kuperad åt nordost, men åt sydväst är den bergig. Wapiti Pass ligger nere i en dal. Trakten runt Wapiti Pass är nära nog obefolkad, med mindre än två invånare per kvadratkilometer.. Det finns inga samhällen i närheten. 
I omgivningarna runt Wapiti Pass växer i huvudsak barrskog.